# Паланка (річка)
Паланка — річка в Україні, в Уманському районі Черкаської області, права притока Уманки (басейн Південного Бугу).

## Опис
Довжина 13 км, похил річки — 5,0 м/км. Формується з багатьох безіменних струмків та водойм. Площа басейну 73,8 км².

## Розташування
Бере початок на південному сході від Розсішки. Тече переважно на південний схід через село Паланку і в Умані впадає у річку Уманку, ліву притоку Ятрані. 
Річку перетинає автомобільна дорога М12.